# Jacek Jabłoński
Jacek Jabłoński – mnich benedyktyński Ordinis Snacti Benedicti - OSB urodzony w końcu XVII w żył w pierwszej połowie XVIII w zmarł około 1750 roku.
Autor wielu publikacji o charakterze religijnym w tym ważnego dla dziejów Benedyktyńskiego opactwa dzieła „Drzewo Żywota z Raiu...”

## Życie zakonne
Wiadomości o życiu o.Jacka Jabłońskiego są nader skąpe.

Wiadomo że Jacek Jabłoński po raz pierwszy pojawia się w źródłach jako kleryk niższych święceń w 1716 r. 
Około 1736 r. z ramienia zakonu był prepozytem kościoła szpitalnego św. Michała w Nowej Słupi  .
Datę jego prepozytury należy jednak cofnąć wstecz o rok co wynika z treści aprobacji cenzorskiej z 1735 r. występującej w Drzewie Żywota. Zapis cenzorski informuje, że wydano zgodę „Hyacintho Iabłoński [...] Eccles: S. Michaelis in Słupia Praeposito” .
Nie wiadomo, jak długo o.Jabłoński służył w parafii, być może do czasu objęcia następnej prepozytury w Wąwolnicy, gdzie był proboszczem w latach 1742-1745.
Od roku 1747 pełnił funkcję proboszcza w Wierzbniku. Źródła podają, iż w tym właśnie roku pleban Jabłoński sprawował opiekę nad dwoma bractwami religijnymi: różańcowym i św. Barbary, funkcjonującymi w tej parafii, oraz odprawiał nabożeństwa dla ich członków. Zmarł w roku 1750 .

## Twórczość
dzieła opublikowane
- „Drzewo żywota z raiu. Naprzód na Górze Jerozolimskiey Kalwaryi, złośliwą ręką potym na Gorze Łysiec przez ręce Świętego Emeryka krolewica węgierskiego, roku pańskiego tysiącnego szostego, przesadzone; Nieustannemi Cudami , y Łaskami kwitnące, w wszelkich przypadkach ludzkich zdrowy Owoc, Pociech y Ratunku, rodzące; Pod strażą Zakonikow Oyca S. Benedykta Kongregacyi Polskiey Benedyktyńskiey, zostaiące, Teraz Nowo Historycznie Opisane. / Przez X. Jacka Jabłońskiego, tegoż Klasztoru S. Krzyża Professa. Proboszcza S Michała w Słupi, Na zgłodniały ludzki apetyt, y na posiłek pospolity, do Druku podane. ; Mnie się tylko przynależy szczycic vv krzyżv Pana naszego Iezv Christa Zbavviciela na Gorze Lysey” zostało wydane w Krakowie, prawdopodobnie w 1736 lub 1737 r. Dzieło napisane w całości po polsku, tekst łaciński występuje tylko w cenzorskich aprobatach kościelnych.

Oprócz Drzewa Żywota - dzieła, które stawia go w szeregu klasztornych dziejopisów, był autorem czterech innych prac o charakterze religijnym . Wszystkie jego dzieła ściśle wiążą się z tematyką benedyktyńską.Pierwsze wydane dzieło Jacka Jabłońskiego   to:
- „Dies Benedicti a Domino in Hebdomada Sancta vitae religioso monasticae soli Dei sacrificandi Benedictus a Domino Dedicati ac Typis Illuminati seu Orationes Selectae Deo Gratissimae sive mentaliter sive vocaliter exercendae” opublikowano w krakowskiej drukarni Jakuba Matyaszkiewicza w 1735 r. Jest to kalendarz ówczesnych świąt benedyktyńskich w Polsce. Praca ukazała się również w języku polskim pod tytułem „Dni Święte od Boga oblogoslawione”.

Rok 1736 przynosi wydanie dwu kolejnych prac Jabłońskiego:
- „Disertus orator ad Superos pro Pace publica perorans, divinissimus pater Benedictus” wydane w drukarni Matyaszkiewicza
- „Officia Propria Sanctorum, Ordinis Benedictini Primanorum”, które ukazały się także w Krakowie w nieznanej bliżej oficynie.

Ostatnim wydanym dziełem Jabłońskiego są
„Dni Święte od Boga oblogoslawione. Wielkiemi darami uprzywileiowane, laskami obdarzone osobliwszemi nabożeństwy do S. O. Benedykta wielkiego Patryarchy y zakonodawcę S. Matki Scholastyki, SS. Giertrudy y Machtyldy, y innych SS. Patronów z ksiąg ich zebranemi y na caly tydzień rozlożonemi [...] teraz powtórnie przedrukowane dla wygody wszystkich, osobliwie Benedyktyńskiej professyi osobom” wydane w Przemyślu roku 1759 już po śmierci autora.
dzieła nieopublikowane
Oprócz wyżej wymienionych prac, które ujrzały światło dzienne w postaci druku, Jabłoński opracował w rękopisie akta tworzącej się wówczas kongregacji benedyktyńskiej łączącej polskie klasztory. Jan Daniel Janocki, XVIII- wieczny badacz piśmiennictwa polskiego, podaje, iż były to „Series et Acta Conventum, a Congregatione Benedictino Polona, celebratorum,” które prawdopodobnie Jabłoński miał zamiar wydrukować .

### Twórczość o.Jacka Jabłońskiego
- Jacek Jabłoński, Drzewo żywota z raiu Naprzód na Górze Jerozolimskiey Kalwaryi,..., wyd. Sanguszkowa Konstancja,Kolumba, Kraków: Jakub Matyjaszkiewicz, 1736. Brak numerów stron w książce
- Jacek Jabłoński, Dies Benedicti, Kraków: Jakub Matyjaszkiewicz, 1735, k. 6, s. 251, 12.
- Jacek Jabłoński, Disertus orator, Cracoviae: Jakub Matyjaszkiewicz, 1736, k. 17, 2.
- Jacek Jabłoński, Officia Propria Sanctorum, Cracoviae: oficyna nieznana, 1736, ark. 16, 8.
- Jacek Jabłoński, Dni Święte od Boga oblogoslawione, Przemyśl: wydawca nieznany, 1759, s. 259 8.